# Holger Rosencrantz (1823–1912)
Carl Albrecht Holger Rosencrantz, född 30 september 1823 i Benestads församling, Kristianstads län, död 5 mars 1912 i Benestads församling, Kristianstads län, var en svensk militär, hovfunktionär och godsägare. Han var far till Holger Rosencrantz (1870–1950).

## Biografi
Holger Rosencrantz föddes 1823 på Örups slott i Benestads socken. Han var son till Holger Otto Rosencrantz och Ulrika Sofia Elisabet Schönström. Rosencrantz blev student vid Lunds universitet 1840 och sedan sergeant vid Kronprinsens husarregemente, sedan husarregemente konung Carl XV, 8 augusti 1840. Han avlade 16 mars 1842 studentexamen och 20 december 1842 officersexamen. Rosencrantz blev 11 februari 1843 fanjunkare, 27 mars 1843 underlöjtnant, 18 april 1849 löjtnant och fick 17 juni 1856 avsked med tillstånd att kvarstå som löjtnant i regementet. Han blev 20 december 1859 ryttmästare i regementet som tjänstgjorde 1860 som ryttmästare hos kungen av Danmark vid dennes besök i Sverige. Rosencrantz tilldelades riddare av Dannebrogorden 23 juni 1860, riddare av Svärdsorden 3 maj 1865 och blev 25 juli 1870 kammarherre. Han tilldelade 8 september 1871 RNS:tOO, 13 oktober 1871 kommendör av Dannebrogorden och blev 12 april 1873 major i armén. Rosencrantz tog12 april 1873 avsked med tillstånd att kvarstå som major i armén. Han avled 1912 på Örups slott i Benestads socken.

### Egendom
Han ägde Örups slott i Benestads socken, Glimmingehus i Vallby socken, Tornhäll i Vallkärra socken och gårdar i Ystad, samt villan Bellevue.

### Familj
Rosencrantz gifte sig 27 augusti 1869 på Öja i Öja församling med Adele Sylvan (1845–1923), dotter till lagmannen Tage Sylvan och Fredrique Lundgren. De fick tillsammans barnen kammarherren Holger Rosencrantz (1870–1950), Ulrika Rosencrantz (född 1871) som var gift med professorn Karl David Petrus Rosén, ryttmästaren Henrik Rosencrantz (född 1877) och ryttmästaren Fredrik Rosencrantz (född 1879).